# Jugendkriminalität
Polizeilich unter dem Begriff Jugendkriminalität werden in Deutschland alle Straftaten von registrierten Tatverdächtigen im Altersbereich von 14 bis einschließlich 20 Jahren subsumiert. Ausgenommen hiervon sind Übertretungen im Bereich der Ordnungswidrigkeiten.

## Definitionen
Die Erklärung des Begriffs Jugendkriminalität ist weit gefasst. Bei genauer Betrachtung dieser Definition zeigt sich, dass außerdem die Kinder- und Heranwachsendenkriminalität gemeint sind.
Im deutschen Jugendstrafrecht werden Personen unter 14 Jahren (Alter zur Tatzeit) wegen Strafunmündigkeit strafrechtlich nicht zur Verantwortung gezogen. Personen zwischen dem 18. und einschließlich 20. Lebensjahr (sogenannte Heranwachsende) können unter das Erwachsenenstrafrecht oder unter das Jugendstrafrecht fallen. Das Jugendgerichtsgesetz und das Kinder- und Jugendhilfegesetz definieren nur Personen von 14 bis zu ihrer Volljährigkeit (ab dem 18. Geburtstag) als Jugendliche.
Ferner ist die polizeiliche Kriminalstatistik eine Hellfeld- und Tatverdächtigenstatistik. Tatverdächtig ist jede Person, die infolge einer polizeilichen Ermittlung hinreichend verdächtig ist, eine Straftat begangen zu haben. In Deutschland ist eine Person erst nach einem rechtskräftigen Richterspruch der Tat überführt. Deswegen kann auf der Ebene des Dunkelfeldes erst nach Verurteilung des tatverdächtigen Jugendlichen bzw. Heranwachsenden (Verurteiltenstatistik) von Kriminalität gesprochen werden.

## Jugendspezifische Delikte
Altersspezifische Delikte können anhand unterschiedlicher statistischer Kriterien ermittelt werden. Neben dem rein formalen Kriterium der absoluten Häufigkeit in einer bestimmten Altersgruppe oder dem Kriterium der überdurchschnittlichen Zunahme über einen bestimmten Zeitraum bezeichnet man insbesondere solche Delikte als „jugendspezifisch“, die von Kindern und Jugendlichen im Verhältnis zu Erwachsenen überproportional häufig begangen werden. Bei Kindern beispielsweise zählen dazu in erster Linie Ladendiebstahl und Sachbeschädigung, aber auch Körperverletzung. Bei Jugendlichen stellen Körperverletzungen die am häufigsten begangenen Straftaten dar. In der Gruppe der Heranwachsenden spielen Rauschgiftdelikte im Vergleich zu den jüngeren Altersgruppen eine wesentlich größere Rolle.
Es existieren ferner hinsichtlich der Begehungsform und konkreten Tatumstände jugendspezifische Ausprägungen verschiedener Delikte, beispielsweise das „Abziehen“ (Raub oder Diebstahl von Markenartikeln) oder das Mobbing oder Bullying in der Schule und im Schulumfeld (Beleidigung, Nötigung, Erpressung, in etlichen Fällen auch Körperverletzung). Bei einigen dieser jugendspezifischen Straftaten bedienen sich die Täter zunehmend der modernen Kommunikationstechnologien, z. B. im Rahmen des Cyber-Bullying, bei dem das Opfer über das Internet beleidigt oder erpresst wird oder beim Happy Slapping, einem auf dem Handy gefilmten und anschließend über das Internet verbreiteten Angriff auf eine Person.
Die polizeiliche Kriminalstatistik (PKS) beschränkt sich naturgemäß auf Angaben zum Hellfeld.

## Ursachen
Die Kriminologie untersucht Entstehungs- und Erscheinungsformen der Jugendkriminalität. Zur Entstehung werden verschiedene theoretische Ansätze über die primär sozialen, kulturellen, psychologischen und psychopathologischen Faktoren diskutiert, die kriminelles Verhalten beeinflussen. Eine Vielzahl von Erklärungsansätzen geht auch bei Jugendlichen von der gesellschaftlichen Abhängigkeit der Kriminalität aus. Kriminogene Faktoren liegen etwa in einer Störung des Sozialverhaltens sowie der Persönlichkeit des Betroffenen, seinem sozialen Umfeld (Schwierigkeiten in der Familie, Schule oder Gruppenzwang), Leistungsdruck, fehlender Frustrationstoleranz, Neugierverhalten der Jugendlichen und/oder schlechten Zukunftsperspektiven.
Mehrjährige Längsschnittstudien aus den USA berichten Anfang/Mitte der 1990er Jahre, dass bis zu 50 % der Kinder als Teenager straffällig wurden, die als 6-Jährige „Unruhestifter“ waren, mit anderen Kindern nicht zurechtkamen und Eltern und Lehrern ständigen Widerstand entgegengesetzt haben. Es gibt weiterhin neuere Hinweise dafür, dass Jugendliche mit einer Vorliebe für Rock, Heavy Metal, Gothic, Punk, Rhythm and Blues, Hip-Hop und Electronic in erhöhtem Maße straffällig werden. Pop, Klassik und Jazz-Vorlieben korrelieren mit unauffälliger oder erniedrigter Delinquenz.
Jüngere Medienberichte diskutieren ebenso die erleichterte Rekrutierung für Auftragstaten durch soziale Medien und den Zusammenhang mit wirtschaftlicher Instabilität und sozialem Status.

## Episodenhaftigkeit von Jugendkriminalität
Für Jugendliche ist der Anpassungsprozess in die Gesellschaft nicht selten konfliktbehaftet. Diese Konflikte können einen Ausdruck in Verstößen gegen Rechtsnormen finden.
Verstöße gegen Rechtsnormen im Jugendalter sind im statistischen Sinne „normal“. Über 80 Prozent aller Befragten und im Schnitt über 90 Prozent der mit Befragungen erfassbaren Jungen und jungen Männer geben an, mindestens einmal in ihrem seitherigen Leben Handlungen begangen zu haben, die juristisch unter eine Strafnorm des Strafgesetzbuchs oder eines Gesetzes aus dem sog. Nebenstrafrecht subsumiert werden.

## Ausmaß der Jugendkriminalität in Deutschland

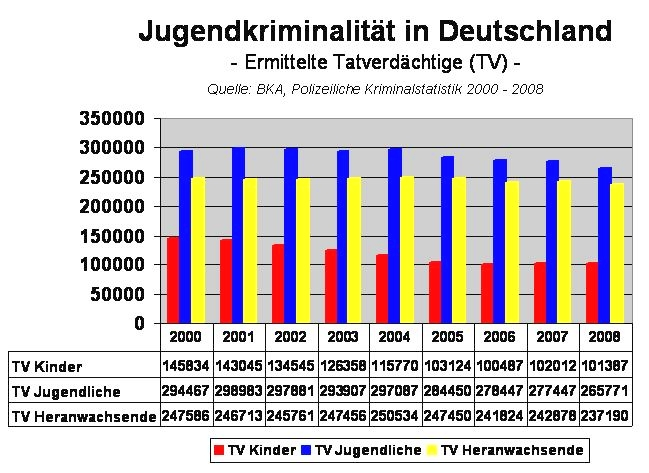
Jugendkriminalität in Deutschland 2000 bis 2008

Im Jahr 2009 wurden 96.627 Kinder (2008: 101.387), 248.702 Jugendliche (2008: 265.771) und 227.847 Heranwachsende (2008: 237.190) in Deutschland als Tatverdächtige ermittelt. In Relation zu allen Straftaten verübten Kinder 4,4 %, Jugendliche 11,4 % und Heranwachsende 10,4 % aller Straftaten. Insgesamt wurden demnach 26,2 % aller Straftaten von unter 21-jährigen verübt. Die Statistik gibt keine Aussage über den Anteil der jeweiligen Altersgruppe an der Gesamtbevölkerung.
Das genaue Ausmaß der Jugendkriminalität lässt sich anhand von Statistiken (polizeiliche Kriminalstatistik, Verurteiltenstatistik usw.) jedoch nicht ermitteln. Diese sind in Deutschland wegen unterschiedlicher Erfassungszeiträume/-daten und anderer Einflussfaktoren nicht vergleichbar. Die Wissenschaft bedient sich deshalb weiterer Methoden, um Aussagen zum Ausmaß der Jugendkriminalität machen zu können. Sogenannte Dunkelfeldstudien (empirische Täter- und Opferbefragungen) ergänzen das offizielle Hellfeld.

### Mehrfach- bzw. Intensivtäter
Ein kleiner Teil (rund 3 bis 5 Prozent) der jugendlichen Tatverdächtigen fällt durch wiederholte Begehung von Straftaten auf. Jungen gehören öfter zu der Gruppe der „mehrfach Auffallenden“ jugendlichen Tatverdächtigen als Mädchen. Diese kleine Gruppe von Mehrfach- bzw. Intensivtätern begeht nach Untersuchungen der Landeskriminalämter darüber hinaus zwischen 30 und 60 % der für die Altersgruppe bekannt gewordenen Straftaten.

### Jugendliche mit Migrationshintergrund
2005 waren 22,5 Prozent aller Tatverdächtigen keine Deutschen. Der Anteil von nichtdeutschen Jugendlichen an den Tatverdächtigen sank in den Jahren 1996 bis 2006 von 25,8 auf 17,5 %. Jugendliche mit Migrationshintergrund und deutscher Staatsangehörigkeit, wie z. B. Spätaussiedler, werden in der polizeilichen Kriminalstatistik als Deutsche erfasst. In Berlin hatten beispielsweise 2009 etwa 80 % der 550 polizeibekannten Intensivtäter einen Migrationshintergrund. 2013 war dieser Prozentsatz unverändert, die meisten Berliner Intensivtäter sind arabischer Herkunft (43 Prozent), 32 Prozent stammen aus der Türkei.
Jedoch sei hierbei angemerkt, dass dieses Fallbeispiel keineswegs auf Deutschland übertragbar ist. Die Anteile unter nach Herkunftsregionen unterschiedenen Migrantenjugendlichen betrugen im Jahr 2009 deutschlandweit für:
- das ehemalige Jugoslawien/Albanien sowie sonstiges Südeuropa jeweils 22 %
- die Türkei, Südamerika und Italien 20 %
- arabische Länder/Nordafrika sowie Nordamerika 19 %
- die ehemalige Sowjetunion und sonstiges Osteuropa 18 %
- sonstiges Afrika und Polen 17 %
- Nord-/Westeuropa 14 %
- sonstige asiatische Länder 11 %.[14]

Zwar unterliegen Jugendliche aus Zuwanderfamilien einem erhöhten Kriminalisierungsrisiko, aber dies kann darauf zurückgeführt werden, dass diese in strittigen Situationen häufiger angezeigt werden als deutsche Jugendliche.
Es kann sogar in die gegenteilige Richtung argumentiert werden, da Jugendliche mit Migrationshintergrund ein weniger risikoreiches Freizeitverhalten haben, da viele aus religiösen Gründen weniger Alkohol konsumieren.
Alles in allem zeigt dies, dass das Thema der Jugendkriminalität mit Migrationshintergrund höchst kontrovers ist und je nach Ansicht und Quelle sehr verschieden ausgelegt werden kann.
Das 2010 erschienene Bestseller-Buch der Berliner Richterin Kirsten Heisig Das Ende der Geduld machte diese Probleme publik und stellte zahlreiche Zusammenhänge her zwischen Jugendkriminalität, Jugendgewalt, Parallelgesellschaften, Schulversagen, Problemvierteln („Ghettoisierung“, „Sozialer Brennpunkt“), Trägheit der Justiz, Versäumnissen von Schulen und Jugendämtern (zum Beispiel Ressortdenken und mangelndes Engagement).
Die Bezeichnung „Migrationshintergrund“ ist wenig trennscharf und aussagekräftig: Tatsächlich gibt es eine markante Häufung innerhalb bestimmter Ethnien, wie z. B. türkisch- und arabischstämmige Migranten, wohingegen manche andere Ethnien keinerlei Häufung aufweisen. Ursachen für die Kriminalität, insbesondere bei jugendlichen männlichen Migranten, sind, neben den bereits angeführten kriminogenen Faktoren, häufig innerfamiliäre Gewalterfahrungen, Bildungsprobleme und fehlende Schulabschlüsse.
Bei der Entwicklung aggressiven Verhaltens werden Frühstarter von Spätstartern unterschieden, wobei zur Unterscheidung das Alter von 14 Jahren als dem Eintritt der Strafmündigkeit zugrunde gelegt wird. Defizite in der Sprachentwicklung können dazu führen, dass sich Kinder als Außenseiter erleben, Situationen als bedrohlich empfinden und bereits in Kindergarten oder Grundschule aggressiv darauf reagieren.
Zudem stellen eine ganze Reihe von Faktoren, die mit dem Migrationsprozess einhergehen, zusätzliche Stressoren dar, insbesondere in der zweiten und dritten Migrantengeneration („not-the-foreign-born-but-their-children“-Perspektive). Demnach geht der Migrationsprozess mit drastischen Einschnitten im sozialen Netzwerk einher. Auch werden Jugendliche in einer Phase, in der sie Autonomie von ihren Eltern erreichen wollen, durch den Migrationsprozess zunächst auf ihr Elternhaus zurückgeworfen, was zusätzliche Konflikte verursachen kann. Jugendliche Migranten müssen also neben jugendtypischen Entwicklungsaufgaben auch noch migrationsspezifische Herausforderungen bewältigen, die insgesamt zu einer höheren psychosozialen Belastung beitragen.
In Berlin lag der Anteil krimineller Jugendlicher mit ausländischen Wurzeln im Jahr 2016 bei über 50 Prozent.

## Kontroversen um das Jugendstrafrecht in Deutschland
Immer wieder gibt es politische Debatten um eine Verschärfung des Jugendstrafrechts meist infolge medialer Darstellung von Einzelfällen wie etwa dem Fall Mehmet und im Wahlkampf:
So forderte im Januar 2008 der hessische Ministerpräsident Roland Koch im Vorfeld der Hessischen Landtagswahlen in einem Interview mit der Bild-Zeitung, verurteilte Täter zwischen 18 und 21 Jahren dürften „nicht vor allem mit Verständnispädagogik behandelt werden und regelmäßig offenen Vollzug bekommen“. Die Union forderte zudem in der „Wiesbadener Erklärung“ einen „Warnschussarrest“, die Anhebung der Höchststrafe für Jugendkriminalität von zehn auf 15 Jahre, die konsequente Anwendung des Erwachsenenstrafrechts bei allen Tätern über 18 Jahre und eine schnellere Abschiebung von kriminellen ausländischen Jugendlichen.
Dagegen verwies die SPD darauf, dass ein Warnschussarrest bereits möglich sei und forderte eine Beschleunigung der Strafverfahren und eine Aufstockung des Personals, damit Wiederholungstäter innerhalb eines Monats angeklagt und verurteilt werden könnten.
Der Vorsitzende des Deutschen Richterbundes Christoph Frank, nannte solche Debatten „überflüssig“. „Die Diskussion gaukelt den Menschen Zusammenhänge vor, die es nicht gibt. Die Formel: härtere Strafen gleich höhere Abschreckung gleich weniger Straftaten ist schlicht falsch. Die Politik würde hier erneut der Versuchung unterliegen, Fragen des Strafrechts für plakative Botschaften zu missbrauchen. Das Thema sei aber zu ernst, um vor Wahlen immer wieder instrumentalisiert zu werden“. Auch der Deutsche Anwaltverein meinte, dass es die Glaubwürdigkeit von Politik nicht gerade fördere, wenn solche Patentrezepte ganz kurz vor Wahlen geäußert würden. Der Kriminologe Christian Pfeiffer bezeichnete den Jugendarrest mit Rückfallquoten von 70 Prozent als weitgehend unwirksam. Der Deutsche Richterbund kritisierte in diesem Zusammenhang den Umstand, dass die Landesjustizverwaltungen der Länder – unabhängig davon, ob SPD- oder CDU-regiert – außerhalb ihrer Wahlkämpfe in den vergangenen Jahren bereits einen Personalabbau durchgeführt hätten, der schnelle Verfahren nicht mehr zulasse. Die hessische Landesregierung habe in der Amtszeit von Roland Koch zudem sämtliche Landeszuschüsse für ambulante Maßnahmen zur Wiedereingliederung straffälliger Jugendlicher gestrichen und sein Jugendstrafvollzugsgesetz bereits reformiert, zudem liegt das Bundesland an letzter Stelle in der Zeit Jugendstrafsachen zu bearbeiten. In Hessen sind zudem schwere Gewaltdelikte wie Raub, Vergewaltigung und Körperverletzung nach Berechnungen des Kriminologischen Forschungsinstituts Niedersachsen auf Grundlage der offiziellen Kriminalstatistik seit 1999 stärker angestiegen als in anderen Bundesländern, zu 90 Prozent seien Deutsche verantwortlich. Heinz Buschkowsky, der sozialdemokratische, ehemalige Bezirksbürgermeister des Berliner Stadtbezirks Neukölln, ist für eine konsequente Anwendung und gegen eine Verschärfung des Jugendstrafrechts.

## Situation in Österreich
Im Jahr 2012 waren 21,7 Prozent der ermittelten Tatverdächtigen in Österreich zwischen 14 und 21 Jahren alt. 44 Prozent der von Jugendlichen begangenen strafbaren Handlungen waren Delikte gegen fremdes Vermögen.
Etwa ein Drittel der begangenen Delikte von Jugendlichen waren strafbare Handlungen gegen Leib und Leben, wobei Jugendliche im Alter zwischen 18 und 21 etwas häufiger Straftaten dieser Art begingen als Personen zwischen dem 14. und 18. Lebensjahr.
Mit etwa 87 Prozent der Verbrechen und 79 Prozent der Vergehen waren die meisten der ermittelten jugendlichen Tatverdächtigen in Österreich männlich. Den höchsten Anteil an weiblichen Tatverdächtigen gab es mit 34 Prozent bei Delikten gegen Leib und Leben im Straßenverkehr.